# Ain't No Sunshine
Singles de Bill Withers
Grandma's Hands
(1971)
Ain't No Sunshine est une chanson de Bill Withers parue en 1971 sur son premier album, Just As I Am. La chanson est sortie en tant que single en juin 1971 avec la chanson Harlem en face A initialement.
Elle atteint respectivement la 8e et la 3e place des charts soul et Hot 100 du magazine américain Billboard en 1971. Ain't No Sunshine est placée 280e dans la liste des 500 plus grandes chansons de tous les temps établie par le magazine Rolling Stone en 2003.

## Historique
La version originale de la chanson est composée et interprétée par Bill Withers, l'un des plus éminents ténors de la musique soul des années 1970. À l'instar de nombreux artistes de son époque, il n'est encore qu'un simple ouvrier d'usine lorsqu'il enregistre le morceau. Withers travaillait à l'usine comme fabricant de sièges de toilettes pour des Boeing 747.
Il a été inspiré pour écrire cette chanson après avoir regardé le film Le Jour du vin et des roses de 1962. Bill Withers explique, en référence aux personnages joués par Lee Remick et Jack Lemmon : « Ils étaient tous deux alcooliques, tour à tour faibles et forts. C'est comme si on reprenait de la mort-aux-rats. Parfois, vous ratez des choses qui n'étaient pas particulièrement bonnes pour vous. C'est juste quelque chose qui m'a traversé l'esprit en regardant ce film, et probablement quelque chose d'autre qui s'est passé dans ma vie et dont je ne suis pas conscient ».
Ain't No Sunshine est extrait de son premier album Just As I Am (Sussex Records, 1971), exploité en single dès juin 1971 avec Harlem en face A,. Harlem a ensuite été reprise notamment par le groupe vocal The 5th Dimension, qui l'a incluse dans son album Soul and Inspiration (1974) et l'a publiée en tant que single.
Bill Withers avait initialement l'intention d'écrire davantage de paroles pour le passage où il répète l'expression « I know » vingt-six fois, mais les autres musiciens lui ont conseillé de laisser la chanson en l'état : « Je n'étais qu'un ouvrier d'usine en train de bricoler » explique-t-il. « Alors, quand ils m'ont dit de le garder comme ça, je l'ai gardé ».

## Réception
La chanson Ain't No Sunshine est préférée par les disc-jockeys au lieu de la face A, Harlem. Ain't No Sunshine est ensuite sortie en Europe et rééditée aux États-Unis en reléguant Harlem en face B,. Elle est plutôt bien portée par l'industrie ainsi que par le public et se positionne honorablement dans les top 10 du classement Hot Soul Singles (no 6) et Billboard Hot 100 (no 3) aux États-Unis. Paradoxalement, il ne s'impose pas en Europe, à l'exception des Pays-Bas et la Belgique, et n'arrive initialement pas à entrer dans le UK Singles Chart, avant d'atteindre la 40e place en 2009. En 2020 et en 2024, Ain't No Sunshine se classe de nouveau dans plusieurs hit-parades à travers l'Europe.
La chanson remporte la distinction de meilleure chanson rhythm and blues de l'année aux Grammy Awards en 1972.

## Classements et certifications
| Classement (1971–72)                    | Meilleure position |
| --------------------------------------- | ------------------ |
| Australie (Kent Music Report)           | 17                 |
| Belgique (Flandre Ultratop 50 Singles)  | 17                 |
| Belgique (Wallonie Ultratop 50 Singles) | 27                 |
| Canada (RPM Top Singles)                | 9                  |
| États-Unis (Hot 100)                    | 3                  |
| États-Unis (Adult Contemporary)         | 2                  |
| États-Unis (Hot Soul Singles)           | 6                  |
| États-Unis (Cash Box Top 100)           | 4                  |
| Pays-Bas (Nederlandse Top 40)           | 21                 |
| Pays-Bas (Nationale Hitparade)          | 19                 |

| Classement (2009–16)           | Meilleure position |
| ------------------------------ | ------------------ |
| France (SNEP)                  | 73                 |
| Royaume-Uni (UK Singles Chart) | 40                 |

| Classement (2020–24)           | Meilleure position |
| ------------------------------ | ------------------ |
| Allemagne (GfK Entertainment)  | 76                 |
| Écosse (OCC)                   | 7                  |
| France (SNEP)                  | 107                |
| Irlande (IRMA)                 | 91                 |
| Pays-Bas (Single Top 100)      | 93                 |
| Royaume-Uni (UK Singles Chart) | 61                 |
| Suisse (Schweizer Hitparade)   | 24                 |

| Classement (1971)                      | Position |
| -------------------------------------- | -------- |
| États-Unis (Hot 100)                   | 23       |
| États-Unis (Cash Box Top 100)          | 24       |
| États-Unis (Best Selling Soul Singles) | 21       |

| Région                                                                         | Certification | Ventes/Streams |
| ------------------------------------------------------------------------------ | ------------- | -------------- |
| Allemagne (BVMI)                                                               | Or            | 250 000‡       |
| Australie (BVMI)                                                               | Platine       | 70 000‡        |
| Danemark (IFPI Danmark)                                                        | Platine       | 90 000‡        |
| États-Unis (RIAA)                                                              | Or            | 1 000 000^     |
| Italie (FIMI)                                                                  | Platine       | 50 000‡        |
| Portugal (AFP)                                                                 | Or            | 20 000‡        |
| Royaume-Uni (BPI)                                                              | 2 × Platine   | 1 200 000‡     |
| ^Mise en rayon selon la certification ‡ventes/streaming selon la certification |               |                |

## Dans la culture populaire
Cette chanson illustre une scène du film Coup de foudre à Notting Hill et une autre de la série The Boys (épisode Des bleus à l'âme)[réf. nécessaire].

### Cinéma
- 1999 : Coup de foudre à Notting Hill
- 2005 : Munich
- 2012 : Flight
- 2015 : Colonia

### Télévision
- 2019 : The Boys

## Reprises

### Version de Michael Jackson
Singles de Michael Jackson
I Wanna Be Where You Are
(1972) Ben
(1972)
Ain't No Sunshine est également repris par le chanteur Michael Jackson. Cette version paraît sur son premier album solo chez Motown, Got To Be There, en 1972, en première piste.
Au Royaume-Uni, il sort en single le 3 juillet 1972 en tant que troisième et dernier single de l'album. La chanson I Wanna Be Where You Are, qui est sortie en tant que troisième single aux États-Unis, figure sur la face B. La version de Michael Jackson atteint la huitième place du classement de singles britannique.
Cette version s'avère plus pop avec la présence d'une guitare électrique. Les violons sont plus prononcés[réf. nécessaire].

#### Classements
| Classement (1972)              | Meilleure position |
| ------------------------------ | ------------------ |
| Royaume-Uni (UK Singles Chart) | 8                  |

| Classement (2009)              | Meilleure position |
| ------------------------------ | ------------------ |
| Royaume-Uni (UK Singles Chart) | 8                  |

### Version de Boris Gardiner
Le chanteur jamaïcain Boris Gardiner enregistre une version en 1973 avec son groupe The Boris Gardiner Happening. Cette version est parue sur l'album Is What's Happening. Paul Douglas figure comme chanteur principal et Boris Gardiner comme bassiste.

### Liste des autres reprises
Ain't No Sunshine est devenu un classique repris par de nombreux autres artistes, notamment :
- 4 the Cause (en)[43]
- Aaron Neville
- Akon
- Al Green
- Al Jarreau
- Aṣa
- Augustus Pablo[44]
- Ben Harper
- Betty Wright
- Black Label Society[44]
- BoA
- Bobbi Humphrey
- Bobby Bland[44]
- Bob Walsh
- Caroline Savoie
- Cœur de Pirate
- D'Angelo
- DMX[44]
- Ed Sheeran
- Elvis Costello
- Eva Cassidy
- Fall Out Boy
- Finger Eleven
- Freddie King[44]
- Grover Washington, Jr.[44]
- Hank Marvin
- Hanson
- Horace Andy[7]
- Isaac Hayes[44]
- Jack McDuff[44]
- James Taylor
- Jeff Beck
- Joan Osborne
- Joe Cocker
- Joe Dassin et Nanette Workman[7]
- John Mayer
- Johnny Clarke
- José Feliciano[7]
- Junior Murvin
- Justin Nozuka
- Justin Timberlake & Robyn Troup
- Ken Boothe
- Kenny Rogers
- Ladysmith Black Mambazo
- Leonard Cohen
- Lighthouse Family
- Lyn Collins[44]
- Lynn Carey et Mama Lion
- Mama Lion
- Maroon 5
- Maynard Ferguson
- Maysa
- Me First and the Gimme Gimmes
- Melody Gardot[7]
- Nancy Sinatra
- Nancy Wilson[44]
- Neil Diamond[7]
- Nina Nesbitt
- Nikki Webster
- Nuttea
- Passenger
- Paul McCartney[44]
- Percy Sledge
- Rachel Z
- Rahsaan Roland Kirk[44]
- Roy Ayers[44]
- Scott Walker[44]
- Selah Sue
- Sivuca
- Slavi Trifonov
- Soul for Real
- Sting[7]
- Sydney Youngblood
- The Dells[44]
- The Jackson 5
- The Neville Brothers
- The Temptations[44]
- Theophilus London
- Tom Jones[7]
- Tom Petty & The Heartbreakers
- Tori Amos
- Tracy Chapman et Buddy Guy[7]
- Van Morrison
- Will Young
- Willis Jackson
- Woven Hand
- Ziggy Marley